# Tvåfläckig taggbening
Tvåfläckig taggbening (Adomerus biguttatus) är en insektsart som först beskrevs av Carl von Linné 1758.  Tvåfläckig taggbening ingår i släktet Adomerus, och familjen tornbenskinnbaggar. Arten är reproducerande i Sverige.